# 中野区スポーツ・コミュニティプラザ
中野区スポーツ・コミュニティプラザ（なかのくスポーツコミュニティプラザ）は、東京都中野区にあるスポーツプラザ（体育館）である。2015年3月に定められた「中野区スポーツ・コミュニティプラザ条例」によって定められたスポーツを通じ、健康と地域住民の交流を図る事を目的とした施設で、地域のスポーツセンターの役割を担っている。また、中野区在住・在勤・在学であることなどを条件に審査によって中野区の地域スポーツクラブの会員になることができ、会員は施設の優先的な利用、施設が会員料金での利用できるなどの特典がある。（非会員でも利用ができる）現在区内には中部スポーツ・コミュニティプラザ・南部スポーツ・コミュニティプラザ・鷺宮スポーツ・コミュニティプラザの三つがある。

## 中部スポーツ・コミュニティプラザ
東京都中野区中央三丁目にあるスポーツ・コミュニティプラザ。区の中部に位置している。施設は中野区中部すこやか福祉センターと併設している。2008年に閉校した中野区立仲町小学校の跡地を再利用して運営している。2012年に暫定的に中部地域スポーツクラブとして開業し、2015年条例により正式に中部スポーツ・コミュニティプラザとして運営が開始された。

### 施設
参照
- 屋外運動施設（1171平方メートル）フットサル等
- 体育館（463平方メートル）-バスケットボール、フットサル、バレーボール、バドミントン、卓球など
- 多目的ルーム（82平方メートル）壁面ミラー（1面）、ダンス、バレエ、ヨガ等
- トレーニングルーム（146平方メートル）チェストプレス、ラットプルダウン、レッグエクステンション、エアロバイク、トレッドミル等

### 交通アクセス
- JR中央線、東京メトロ東西線中野駅南口より徒歩20分、東京メトロ丸ノ内線新中野駅より徒歩9分
- 中野駅より京王バス（渋64）、関東バス（宿05）「堀越学園前」下車徒歩5分

## 南部スポーツ・コミュニティプラザ
東京都中野区弥生町五丁目にあるスポーツ・コミュニティプラザ。区の南部に位置している。2009年に閉校した中野区立中野富士見中学校の跡地を再開発して運営している。南部すこやか福祉センター、南中野地域事務所が併設されている建物の中に入っている。施設名の愛称は、「みなみらいず」。2016年開業。

### 施設
参照
- 体育館（678平方メートル）-バスケットボール、フットサル、バレーボール、バドミントン、卓球、テニスなど
- 多目的ルーム（88平方メートル）壁面ミラー（1面）、ダンス、バレエ、ヨガ等
- トレーニングルーム（156平方メートル）チェストプレス、ラットプルダウン、レッグエクステンション、エアロバイク、トレッドミル等
- 温水プール（25メートル）

### 交通アクセス
- 東京メトロ丸ノ内線・中野富士見町駅下車徒歩7分
- 中野駅より京王バス（渋63、宿45）「富士高校」下車徒歩1分

## 鷺宮スポーツ・コミュニティプラザ

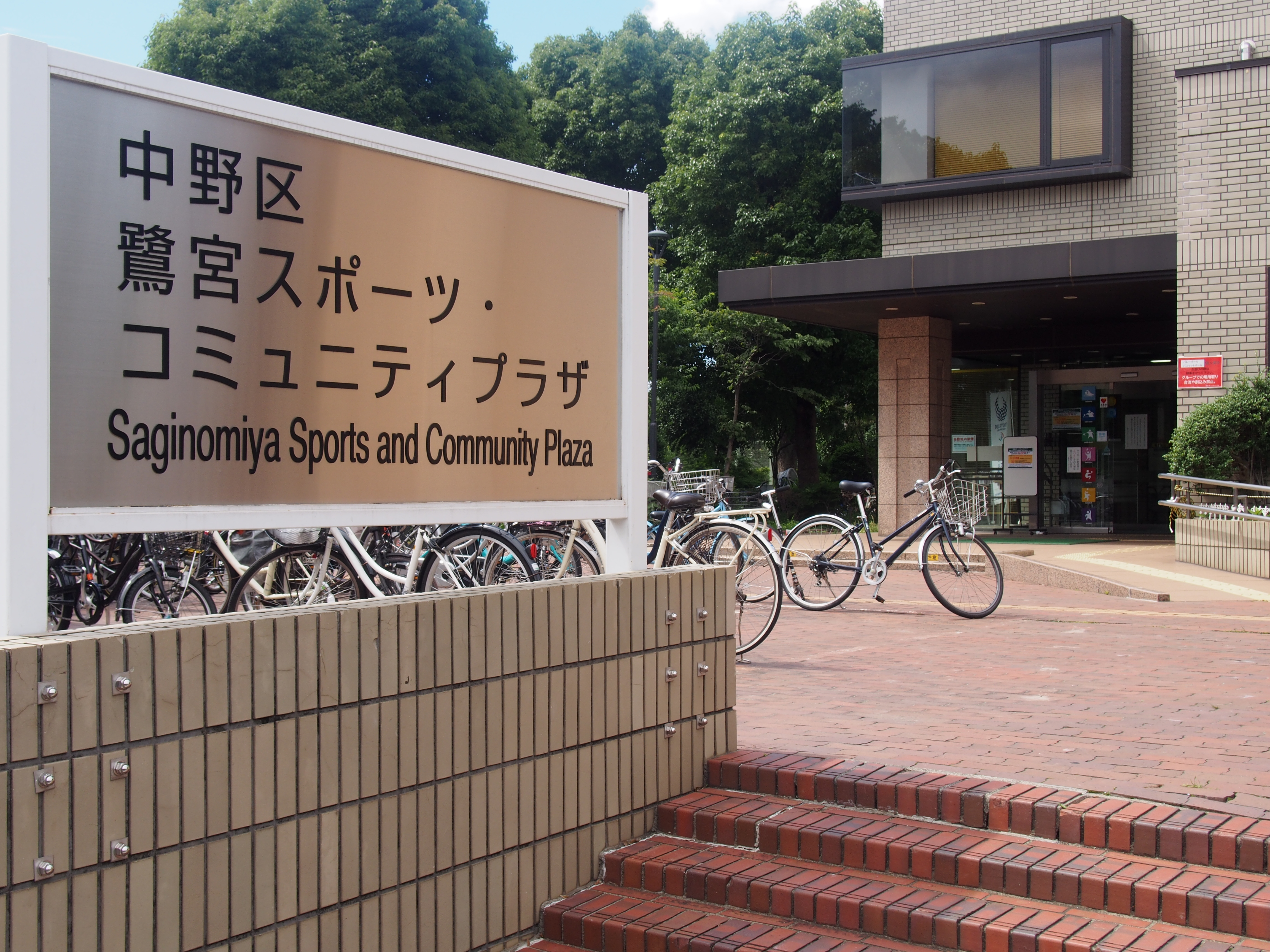
鷺宮スポーツ・コミュニティプラザ

東京都中野区白鷺の西武新宿線・鷺ノ宮駅そばにある。1988年開業。2018年までは鷺宮体育館という名称だった。条例により、2019年現在の名称になりスポーツ・コミュニティプラザとなる。